# Uniwersytet w Aleppo
Uniwersytet w Aleppo (arab. ‏جامعة حلب‎, fr. Université d'Alep) – syryjska uczelnia państwowa z siedzibą w Aleppo.

## Historia
W 1946 roku powstał w Aleppo Wydział Inżynierii Uniwersytetu Damasceńskiego (działającego wówczas pod nazwą Uniwersytetu Syryjskiego). W 1958 roku władze Syrii powołały do życia Uniwersytet w Aleppo, jako drugą, państwową szkołę wyższą w kraju. Działalność rozpoczął w 1960 roku, posiadając dwa wydziały: Inżynierii i Rolnictwa.

## Współpraca międzynarodowa
Uniwersytet w Aleppo współpracuje z uczelniami z państw arabskich, USA, Argentyny, Wenezueli, Australia, Japonii, Indii, Malezji, Iranu, Armenii, Gruzji, Turcji, Kazachstanu, Rosji, Hiszpanii, Polski, Wielkiej Brytanii, Niemiec, Francji, Włoch, Austrii, Norwegii, Ukrainy, Belgii, Bośni i Hercegowiny, Węgier oraz Mołdawii. Należy również do Międzynarodowego Stowarzyszenia Uniwersytetów (IAU), Stowarzyszenia Uniwersytetów Arabskich (AAU) i Federacji Uniwersytetów Świata Islamskiego (FUIW), a także Europejskiego Stałego Forum Uniwersytetów (EPUF), Śródziemnomorskiej Unii Uniwersytetów (UNIMED) oraz Regionalnej Konfederacji Confremo.

## Wydziały
Uniwersytet posiada 25 wydziałów, z czego w samym Aleppo zlokalizowanych jest 20, a 5 pozostałych w Idlib:
- Wydział Inzynierii Cywilnej (1946, jako filia Uniwersytetu Syryjskiego)
- Wydział Rolnictwa (1960)
- Wydział Medycyny (1960)
- Wydział Prawa (1960)
- Wydział Humanistyczny (1966)
- Wydział Nauk Przyrodniczych (1966)
- Wydział Ekonomii (1966)
- Wydział Dentystyczny (1979)
- Wydział Architektury (1982)
- Wydział Inżynierii  Energetycznej (1982)
- Wydział Inżynierii  i Mechaniki (1982)
- Wydział Farmacji (1991)
- Wydział Pedagogiki (1997)
- Wydział Inżynierii Informatycznej (2000)
- Wydział Inżynierii i Techniki (2002)
- Wydział Sztuki (2006)
- Wydział Prawa Islamskiego (2006)
- Wydział Pielęgniarstwa (2007)
- Wyższy Instytut Historii Nauki Arabskiej (1976)
- Wyższy Instytut Języków (2006)
- Wydział Rolnictwa II w Idlib (2005)
- Wydział Pedagogiki II w Idlib (2005)
- Wydział Humanistyczny II w Idlib (2005)
- Wydział Prawa II w Idlib (2006)
- Wydział Nauk Przyrodniczych II w Idlib (2007)